# انتخابات مجلس الأمن التابع للأمم المتحدة 1974
أُجريت انتخابات مجلس الأمن التابع للأمم المتحدة لعام 1974 في 11 أكتوبر 1974 خلال الدورة التاسعة والعشرين للجمعية العامة للأمم المتحدة، التي عقدت في مقر الأمم المتحدة في مدينة نيويورك. انتخبت الجمعية العامة غيانا وإيطاليا واليابان والسويد وتنزانيا أعضاءً غير دائمين في مجلس الأمن التابع للأمم المتحدة لمدة عامين تبدأ في 1 يناير 1975. كانت هذه أول انتخابات لغويانا وتنزانيا في المجلس.

## القواعد
يتألف مجلس الأمن من 15 مقعدا، يشغلها خمسة أعضاء دائمين وعشرة أعضاء غير دائمين. وفي كل عام، يتم انتخاب نصف الأعضاء غير الدائمين لمدة عامين.   ولا يجوز للعضو الحالي أن يترشح على الفور لإعادة انتخابه. 
وفقًا للقواعد التي يتم بموجبها تناوب المقاعد العشرة غير الدائمة في مجلس الأمن بين الكتل الإقليمية المختلفة التي تقسم إليها الدول الأعضاء في الأمم المتحدة تقليديًا لأغراض التصويت والتمثيل،  يتم تخصيص المقاعد الخمسة المتاحة على النحو التالي:
- مقعد للدول الأفريقية (تشغله كينيا)
- مقعد لبلدان المجموعة الآسيوية (تسمى الآن مجموعة آسيا والمحيط الهادئ)[5] (تشغله إندونيسيا)
- مقعد لأمريكا اللاتينية ومنطقة البحر الكاريبي (تشغله بيرو)
- مقعدان لمجموعة أوروبا الغربية ودول أخرى (يشغلهما أستراليا والنمسا)

ولكي يتم انتخابه، يجب أن يحصل المرشح على أغلبية ثلثي الحاضرين والمصوتين. إذا كان التصويت غير حاسم بعد الجولة الأولى، فسيتم إجراء ثلاث جولات من التصويت المقيد، تليها ثلاث جولات من التصويت غير المقيد، وهكذا، حتى يتم الحصول على نتيجة. في التصويت المقيد، لا يجوز التصويت إلا على المرشحين الرسميين، بينما في التصويت غير المقيد، يجوز التصويت على أي عضو في مجموعة إقليمية معينة، باستثناء أعضاء المجلس الحاليين.

## المرشحون
بصفته رئيس مجموعة أمريكا اللاتينية، ذكر السيد فيلاجران كرامر، ممثل غواتيمالا، أن ترشيح غيانا سيحظى بتأييد المجموعة بأكملها بالإجماع. 

## النتيجة
وأدار الانتخابات رئيس الجمعية العامة للأمم المتحدة آنذاك عبد العزيز بوتفليقة من الجزائر. كان عدد الدول الأعضاء في الأمم المتحدة في ذلك الوقت 139 دولة. وكان على المندوبين أن يكتبوا أسماء الدول الأعضاء الخمس التي يرغبون في انتخابها على أوراق الاقتراع. وتم التصويت على ورقة اقتراع واحدة.
| الدولة                  | الجولة الأولى |
| السويد                  | 127           |
| إيطاليا                 | 125           |
| غيانا                   | 123           |
| تنزانيا                 | 122           |
| اليابان                 | 121           |
| ليبيريا                 | 2             |
| بوليفيا                 | 1             |
| البرازيل                | 1             |
| جمهورية الكونغو الشعبية | 1             |
| كوبا                    | 1             |
| فنلندا                  | 1             |
| الهند                   | 1             |
| نيجيريا                 | 1             |
| زامبيا                  | 1             |
| ممتنعون                 | 0             |
| بطاقات الاقتراع الباطلة | 0             |
| الأغلبية المطلوبة       | 86            |
| أوراق الاقتراع          | 129           |

## روابط خارجية
- وثيقة الأمم المتحدة A/59/881 مذكرة شفوية من البعثة الدائمة لكوستاريكا تحتوي على سجل لانتخابات مجلس الأمن حتى عام 2004